# Josep Tayà i Solanes
Josep Tayà i Solanes fou un empresari i polític català, alcalde de l'Hospitalet de Llobregat durant el franquisme.

## Biografia
El seu pare era propietari d'una carnisseria, i ell mateix treballà com a comerciant majorista de carn. Durant els anys de la Segona República Espanyola i la Guerra Civil Espanyola va militar en la Lliga Regionalista (després Lliga Catalana) però no es va significar dins del partit. Durant la guerra civil espanyola va romandre a l'Hospitalet de Llobregat i fou nomenat secretari de la Col·lectivització de les Empreses Càrnies a proposta de la CNT.
Això, però, no va suposar cap impediment perquè, després del cessament del també empresari carni Enrique Jonama Darnaculleta fos proposat com a alcalde pel governador civil Felipe Acedo Colunga enmig d'una campanya de renovació i moralització. Tanmateix fou destituït quatre anys després que uns fulls volants l'acusessin de frau en els abastiments que practicaven alguns membres del consistori municipal.